# 苏希尔·柯伊拉腊

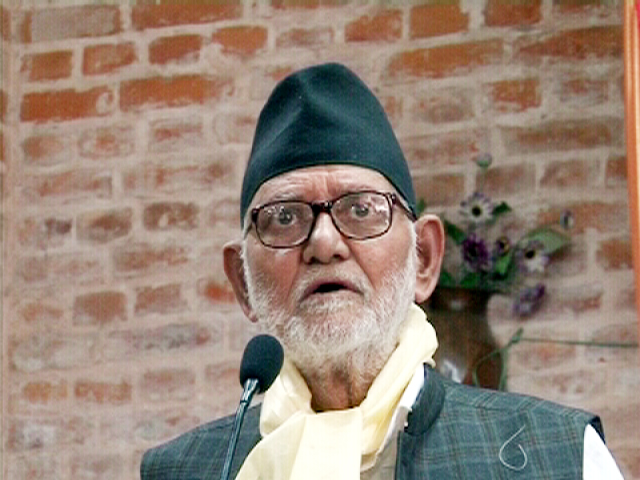
苏希尔·柯伊拉腊

苏希尔·柯伊拉腊（1939年8月12日—2016年2月9日），生于尼泊尔比拉德訥格爾，尼泊尔政治家，尼泊尔大会党主席、尼泊尔前总理。

## 生平
柯伊拉腊1939年出生于尼泊尔的柯伊拉腊家族。柯伊拉腊家族是尼泊尔著名的政治世家。
1954年，柯伊拉腊受到尼泊尔大会党的社会民主思想影响，步入政界。1960年，尼泊尔国王马亨德拉亲政，不久宣布禁止一切政党活动。柯伊拉腊此后流亡印度16年。他还因卷入1973年尼泊尔劫机事件而在印度坐牢三年。在流亡印度期间，他是尼泊尔大会党官方刊物《Tarun》的编辑。自1979年起，他担任该党中央工作委员会委员。1996年，出任该党总书记。1998年，出任该党副主席。
2010年3月20日，尼泊尔制宪会议第二大党尼泊尔大会党主席、前尼泊尔首相吉里贾·普拉萨德·柯伊拉腊在加德满都病逝。此后，苏希尔·柯伊拉腊担任尼泊尔大会党代主席。根据尼泊尔大会党章程，党主席需获得半数以上支持票才能当选。2010年9月21日，参加尼泊尔大会党第12届全国代表大会的3080名代表中，有3062人参加了当天举行的投票。2010年9月22日，尼泊尔大会党中央选举委员会宣布代主席苏希尔·柯伊拉腊以1652票当选尼泊尔大会党新任主席。
2013年11月19日，尼泊尔全国大选直接选举产生尼泊尔第二届制宪会议（议会）。第一大党尼泊尔大会党和第二大党尼泊尔共产党（联合马列）共占367席。2014年2月9日，两党达成协议，尼泊尔共产党（联合马列）支持柯伊拉腊当选总理，领导新一届联合政府；尼泊尔大会党则支持尼泊尔共产党（联合马列）候选人竞选制宪会议主席。2014年2月10日，尼泊尔第二届制宪会议（议会）总理选举结果出炉，唯一的候选人、尼泊尔大会党主席苏希尔·柯伊拉腊当选为尼泊尔总理。他也成为柯伊拉腊家族自1950年以来产生的第4位首相或总理，也是2008年产生的尼泊尔联邦民主共和国的第6任总理。
在尼泊尔政府官方网站公布的官员财产清单内，柯伊拉腊申报的个人财产仅有3部手机。柯伊拉腊的家乡在尼泊尔西部城市根杰，但柯伊拉腊在家乡无房无地，回家探亲时还要暂住在兄弟家。在当选为总理、入住总理官邸前，他一直住在加德满都的一套简陋的出租房。鉴于尼泊尔政府腐败严重，柯伊拉腊的清廉形象受到称赞。